# Euphues
Euphues is een tweedelige roman van de Engelse dichter John Lyly. Deel een, The Anatomy of Wit, verscheen in de lente van 1579; de eerste editie van het vervolg, Euphues and his England, dateert uit 1580. Het werk was in de late elizabethaanse periode enige tijd dermate populair dat het tot een kort bestaande stroming genaamd euphuïsme leidde, een soort literair maniërisme. Dit prozawerk is enerzijds een verzameling moraliserende traktaten, anderzijds een liefdesverhaal dat bijwijlen de vorm van een briefroman aanneemt. De hoofdpersonages zijn de Griek Euphues en zijn Italiaanse vriend Philautus; qua karakter zijn zij zeer verschillend. Euphues is ernstig, religieus en belerend en heeft een neiging tot melancholie, terwijl Philautus een losbandige, vrijpostige levensgenieter is die zich in een onbeantwoorde liefde stort, die hem bijna tot zelfmoord drijft. Euphues tracht zijn vriend te helpen met streng maar rechtvaardig advies, onder de vorm van uiteenlopende, stichtelijke brieven die ook tot een breder publiek zijn gericht. The Anatomy of Wit speelt zich grotendeels in Napels af; in Euphues and his England trekken de beiden naar Engeland, alwaar Philautus opnieuw ongelukkig verliefd wordt en de geschiedenis zich enigszins herhaalt. Aan het eind van Euphues and his England volgt een uitgebreide lofzang op Koningin Elizabeth. Een van de brieven uit The Anatomy of Wit is kennelijk een vertaling van Plutarchus.

## Opbouw
Het eerste deel, The Anatomy of Wit, is het kortere werk van de tweeën en bestaat in grotere mate dan het tweede deel uit losse verhandelingen en brieven. De personages Euphues, Philautus, Livia, Don Ferardo, Lucilla en Eubulus worden aan de lezer voorgesteld, waarna Euphues diverse brieven omtrent verschillende onderwerpen schrijft. Deel twee, Euphues and his England, blijft dichter bij het verloop van het verhaal; in dit deel ontmoeten Euphues en Philautus de personages Fidus, Surius, Camilla, Frances, Flavia, Psellus en Martius. Dit boek eindigt met Euphues’ spiegel voor Europa, waarin hij advies aan vrouwen geeft, een eulogie aan de Engelse koningin met een Latijns gedicht, en de afsluitende brieven tussen Euphues en Philautus na de ontknoping, waarin Euphues zijn ideeën voor een goed huwelijk uiteenzet.

### Euphues. The Anatomy of Wit
Deel een is opgedragen aan Sir William West, Lord de la Warre. De volledige titel luidt: Euphues. The Anatomy of Wit. Verie pleasaunt for all Gentlemen to read, and most necessarie to remember. Wherein are contained the delightes that Wit followeth in his youth by the pleasantnesse of love, and the happinesse he reapeth in age, by the perfectnesse of Wisdome.
Euphues is een ietwat naïeve jongeling uit Athene. Bij zijn aankomst in Napels geraakt hij in een gesprek verzeild met een oude man genaamd Eubulus, die hem vermaant om zijn oppervlakkigheid: wanneer hij niet aan de diepere dingen des levens denkt, zal hij zich in zijn ongeluk storten. Hierop antwoordt Euphues met minachting; hij doet het advies van Eubulus als oudemannenpraat af.
In het huis van Don Ferardo, een van de voornaamste gouverneurs van Napels, wordt Euphues vriendelijk ontvangen; hij wordt er tevens bevriend met Livia, een adellijke vrouw die later hofdame aan het keizerlijke hof wordt. In Don Ferardo’s huis ontmoet hij Philautus, en de beiden worden hechte vrienden. Don Ferardo’s dochter heet Lucilla. Euphues heeft enkele gesprekken met haar en wordt op haar verliefd. Echter, Don Ferardo heeft het plan opgevat, Lucilla aan Philautus te koppelen, die namelijk een goede partij is dewijl hij in Napels geboren en getogen is en een aanzienlijk aantal landerijen in zijn bezit heeft. Euphues, die nog steeds een opportunist is, laat Philautus geloven dat hij in werkelijkheid op Livia verliefd is, maar achter Philautus’ rug gaat hij met Lucilla om.
Lucilla houdt Euphues aan het lijntje. Wanneer Don Ferardo terugkeert met Philautus teneinde het huwelijk te laten bezegelen, zweert Lucilla Philautus af. Ferardo smeekt zijn dochter om medelijden met zijn grijze haren. Philautus heeft door dat zijn vriend Euphues hem bedrogen heeft en verklaart hem tot zijn vijand. Philautus verlaat Napels verontwaardigd met Don Ferardo, en Euphues maakt van de gelegenheid gebruik om Lucilla op te zoeken, die hem echter zeer koel onthaalt: het blijkt dat Lucilla haar zinnen op de rijke Curio heeft gezet. Eupheus komt tot het besef dat Lucilla de vijf minuten met hem heeft gehouden; hij neemt zich voor, zich voortaan louter aan zijn studies te wijden. Wanneer Ferardo thuiskomt en verneemt dat Lucilla met Curio wil huwen, barst hij in tranen uit. Lucilla is onverzettelijk en trouwt met Curio; haar vader sterft kort daarop. Euphues en Philautus, die ten slotte beiden door Lucilla bedrogen werden, besluiten hun vriendschap te hernieuwen.
Euphues schrijft zijn vriend A cooling Carde for Philautus and all fond lovers, waarin hij waarschuwt voor de gevaren van liefde. Liefde voor vrouwen maakt mannen tot gekken; Euphues adviseert Philautus, naar zijn landerijen om te kijken, zijn ossen te kweken en de straat te vermijden waar Lucilla woont, opdat zijn gevoelens voor haar niet opnieuw zouden opflakkeren. Philautus moet niet het gezelschap van vrouwen opzoeken, maar van filosofen: wanneer hij aan zijn eigen geest werkt, zal hij inzien hoe verkeerd zijn verliefdheid op Lucilla was. In een daaropvolgend epistel ‘aan de vrouwen van Italië’ verontschuldigt Euphues zich voor de negatieve toon waarop hij over vrouwen sprak: hij heeft veel respect voor ernstige, belezen en godsvruchtige vrouwen. Vervolgens spreekt Euphues nog tot de heren, bij wijze van introductie tot het volgende hoofdstuk.
De rest van het eerste boek bestaat uit enkele losse verhandelingen. Euphues and his Euphœbus is een vertaling van een verhandeling omtrent opvoeding uit de Ethika van Plutarchus, met enkele moraliserende aanvullingen van Lyly’s hand. Vervolgens richt Euphues zich ‘tot de geleerde heren van Athene’, die hij vertelt dat alle kennis van natuurkunde en filosofie weinig baat brengt ‘zonder een vleugje godsgeleerdheid’. In de daaropvolgende dialoog Euphues and Atheos voert Euphues een gesprek met Atheos de atheïst, die hij ervan overtuigt dat er een God bestaat. Vervolgens komt een brief van Euphues aan Philautus: Euphues is religieus geworden en spoort Philautus aan, godsvruchtiger te worden. Nadien schrijft Euphues een brief aan de oude Eubulus die hij aan het begin van het verhaal ontmoet had: hij verontschuldigt zich en geeft toe dat Eubulus gelijk had.
De volgende brief is opnieuw aan Philautus gericht: hieruit blijkt dat Lucilla gestorven is. Philautus had nog steeds gevoelens voor haar en had klaarblijkelijk meerdere brieven aan Euphues geschreven. Euphues vermaant Philautus omdat die de dood van een ‘hoer’ betreurt en zegt dat haar dood een goede zaak is; ze is in de hel waar ze thuishoort. Philautus zou zich beter op het dienen van God richten dan op het rouwen om een sloerie.
Dan schrijft Euphues nog een brief aan Botonio, een heer die vanuit het hof in ballingschap is gestuurd, en een brief aan een losbandige jongeling in Napels. Tot slot schrijft Livia een brief vanuit het keizerlijke hof, waar ook Philautus vertoeft, waarop Euphues antwoordt met de hoop dat Philautus wijzer zal worden.

### Euphues and his England
Deel twee is opgedragen aan Edward de Vere, burggraaf Bulbeck, en heeft als volledige titel: Euphues and his England. Containing his voyage and adventures, myxed with sundry pretie discourses of honest Love, the discription of the countrey, the Court, and the manners of that Isle. Delightful to be read, and nothing hurtfull to be regarded : wher-in there is small offence by lightnesse given to the wise, and lesse occasion of loosenes proffered to the wanton. Het boek begint met twee epistels: een ‘aan de dames en vrouwen’ en een ‘aan de heren lezers’.
Op 3 december 1579 schepen Euphues en Philautus in, op koers naar Engeland. Euphues, de nuchtere, belezen geleerde, verstrekt Philautus advies omtrent hoe hij zich in Engeland dient te gedragen; hij herinnert hem aan zijn goede raad uit deel een, waarin hij hem aanspoorde het gezelschap van vrouwen te vermijden. Philautus treurt nog steeds om de dood van zijn geliefde Lucilla, maar is tezelfdertijd zwaar zeeziek. Hij poogt Euphues ervan te overtuigen dat hij over Lucilla heen is.
Euphues vertelt op de boot het verhaal van Cassander en Callimachus: de rijke Cassander liet zijn zoon Callimachus als erfenis slechts een brief met goede raad na, hetgeen Callimachus ziedend maakte. Callimachus verliet zijn ouderlijke woonst en doorzwierf de wereld, waarna hij een kluizenaar ontmoette. Jaren later, toen Callimachus uitgeput en straatarm terug naar zijn geboortedorp kwam, ontdekte hij dat de kluizenaar de broer van zijn vader was. Al die jaren had de kluizenaar een groot fortuin verborgen gehouden, dat hij aan Callimachus moest schenken zodra de jongeman tot wijsheid was gekomen. Dit verhaal vertelt Euphues aan Philautus om hem op zijn hoede voor de verlokking van het buitenland te maken. De informatie die Euphues over Engeland gelezen heeft, blijkt grotendeels uit de oudheid te stammen: zo vertelt hij Philautus dat de Britten uit Keltische stammen bestaan die zich met wede inwrijven.
In Engeland aangekomen en na een bezoek aan Dover Castle zijn de tweeën op weg naar Canterbury, alwaar ze onderdak bij een imker genaamd Fidus vinden. ’s Avonds tijdens het eten voeren ze gedrieën een gesprek over koetjes en kalfjes, waarbij Fidus terloops opmerkt dat Philautus een bedroefde indruk maakt. Euphues verklaart dat Philautus om de dood van een overleden geliefde treurt, waarop Fidus een verhaal uit zijn eigen jeugd vertelt, aangaande zijn ongelukkige liefde voor de hofdame Lady Issida, waarop het verhaal in een raamvertelling ontaardt. Fidus verhaalt hoe Issida, niettegenstaande zijn langdurige liefdesverklaringen, zijn gevoelens niet beantwoordde (een motief dat verderop in de roman ook Philautus te beurt valt). Issida koos partij voor de soldaat Thirsus, die evenwel op jammerlijke wijze in een veldslag sneuvelde. Na Thirsus’ dood wees Issida alle liefde van de hand en stierf kort nadien. Daarop verliet Fidus ijlings het hof, en reeds twintig jaar lang leeft hij thans als imker op het platteland.
Na hun afscheid van Fidus trekken Euphues en Philautus naar het Engelse hof. Op een bal ontmoet Philautus de achttienjarige Camilla en wordt algauw zwaar verliefd op haar. Camilla is geen dame van stand, maar deugdzaam en intelligent. Een van haar vriendinnen heet Frances, de nicht van Lady Flavia. Euphues heeft in de gaten dat Philautus zich wederom in een hopeloze liefdesaffaire wil storten, en trekt naar zijn vertrekken om hem te waarschuwen. Philautus is echter in een stoutmoedige bui en beschuldigt Euphues van schijnheiligheid: volgens Philautus is Euphues zelf verliefd maar wil hij dit niet toegeven; Eupheus zou dus geen been om op te staan hebben. Hierdoor voelt Euphues zich ten diepste beledigd. Hij neemt afscheid van Philautus en mijdt het hof.
Er volgt een beschrijving van Philautus’ pogingen, Camilla voor zich te winnen. Hij verstopt een liefdesbrief in een peer, die hij tijdens een masque tersluiks aan Camilla overhandigt. Camilla wijst hem af, en tijdens de daaropvolgende briefwisseling wordt Philautus steeds wanhopiger, totdat hij geen andere uitkomst dan zelfmoord ziet. Hij neemt zijn toevlucht tot de magiër Psellus, die hij verzoekt een alchemistisch brouwsel samen te stellen dat Camilla op hem verliefd zal maken. Psellus vindt dit potsierlijk en daarenboven immoreel, en vertelt hem dat de verhalen over liefdesdrankjes slechts fabelen zijn. In zijn radeloosheid schrijft Philautus naar zijn gewezen vriend Euphues. Na lange overtuigingspogingen is Euphues bereid, Philautus op te zoeken.
Tijdens een avondlijk banket ten huize Flavia zitten Euphues, Camilla, Frances, Surius, Philautus en de oude Martius aan tafel. Om de tijd te verdrijven, vraagt Flavia de gasten een twistgesprek omtrent een willekeurig onderwerp te voeren, waarvan Euphues de rechter moet zijn. Het gesprek richt zich op het thema liefde, en er ontstaat een dispuut tussen Surius en Camilla, Flavia en Martius, en Philautus en Frances.
Euphues wordt voor zaken terug naar Athene geroepen. Vanuit Griekenland schrijft hij een brief aan de vrouwen van Europa, die hij een ‘spiegel’ noemt en waarin hij vrouwen oproept, minder aandacht aan hun uiterlijk en meer aan hun geest te besteden. Hierbij moeten ze een voorbeeld aan de Engelse vrouwen nemen: Engeland is het rechtvaardigste, mooiste en eerlijkste land op aarde, dat geregeerd wordt door een koningin die de verpersoonlijking van alle deugd en wijsheid is. Na haar langdurige regering als deugdzame maagd spreekt Euphues de wens uit dat deze glorierijke vorstin kinderen moge krijgen. Hij voegt er een Latijns gedicht ter ere van de koningin bij, getiteld Iovis Elizabeth.
In een laatste briefwisseling tussen Philautus en Euphues vertelt Philautus dat Camilla ten langen leste met Surius gehuwd is: aanvankelijk brak dit zijn hart. Gaandeweg begon hij echter wat voor Frances te voelen, en uiteindelijk trouwde hij met haar. Philautus heeft besloten voorgoed in Engeland te blijven. In de laatste brief van Euphues, vanuit Griekenland, verstrekt hij nog enkele adviezen omtrent harmonieuze huwelijken.

## Culturele impact
In de jaren 1580 was Euphues een invloedrijke bestseller. Tussen 1579 en 1586 verschenen er wellicht vijf edities. De aparte schrijfstijl van het werk gaf aanvankelijk aanleiding tot nabootsing in het Euphuïsme, doch deze mode was geen lang leven beschoren: de laatste editie van zowel The Anatomy of Wit als  Euphues and his England dateerde lange tijd uit 1636. Tijdens de barok en de 18de eeuw werd Euphues genegeerd, dan wel bespot als een uitwas van maniëristische gekunsteldheid. Pas in 1868 werd het werk integraal opnieuw gepubliceerd, waarvoor verschillende manuscripten onderling vergeleken moesten worden nademaal niet alle oorspronkelijke drukken compleet waren overgeleverd.
De stijl van Euphues wordt gekenmerkt door een zeer verregaand gebruik van alliteratie, opsommingen, herhalingen, assonanties, antithesen en verwijzingen naar gesteenten, personen, mineralen en planten uit de klassieke oudheid. Deze repetitieve structuur, met tegenstellingen en augmentaties, wordt door het gehele boek heen gehandhaafd, ook tijdens de moralistische instructies in Euphues’ brieven, zodat het geheel een sterk retorisch karakter krijgt.
„For thy dyet be not sumptuous, nor yet simple : For thy attyre not costly, nor yet clownish, but cutting thy coat by thy cloth, go no farther then shal become thy estate, least thou be thought proude, and so envied, nor debase not thy byrth, least thou be deemed poore, and so pittied.” (blz. 476)
(Wees niet weelderig in uw voeding, noch eenvoudig; in uw kledij niet kostelijk noch clownesk, doch, de tering naar de nering zettend, ga niet verder dan wat uw have en goed betaamt, opdat gij niet trots geacht wordet — en daardoor benijd wordt —, en maak uw afkomst niet te schande, opdat gij niet arm geacht wordet — en daardoor medelijden opwekt.)